# Amadeo Rodríguez Magro
Amadeo Rodríguez Magro (San Jorge de Alor, 12 marzo 1946) è un vescovo cattolico spagnolo, dal 25 ottobre 2021 vescovo emerito di Jaén.

## Biografia
Amadeo Rodríguez Magro è nato a San Jorge de Alor il 12 marzo 1946.

### Formazione e ministero sacerdotale
Ha compiuto gli studi ecclesiastici nel seminario diocesano di Badajoz.
Il 14 giugno 1970 è stato ordinato presbitero per la diocesi di Plasencia. In seguito è stato vicario coadiutore della parrocchia di San Francisco di Sales a Mérida dal 1970 al 1974 e parroco della stessa dal 1974 al 1983. Nel 1983 è stato inviato a Roma per studi. Nel 1986 ha conseguito la licenza in scienze dell'educazione con specializzazione in catechetica presso l'Università Pontificia Salesiana. Tornato in patria ha prestato servizio come vicario episcopale per l'evangelizzazione, direttore del Segretariato diocesano per la catechesi e vicario territoriale di Mérida, Albuquerque e Almendralejo dal 1986 al 1997; segretario generale del sinodo di Pacense dal 1988 al 1992; segretario della Conferenza dei vescovi della provincia ecclesiastica di Mérida-Badajoz dal 1994 al 2003 e vicario generale dal 1996 al 2003. Nel 1996 è stato nominato canonico della cattedrale di Badajoz e dal 2002 al 2003 è stato presidente del capitolo. Ha fatto parte anche del consiglio consultivo della sottocommissione episcopale per la catechesi della Conferenza episcopale spagnola.
Ha svolto la sua attività di docente in seminario, presso il Centro superiore di studi teologici e presso la scuola diocesana di teologia per i laici dal 1986 al 2003. Ha insegnato dottrina cattolica e pedagogia presso la Facoltà di scienze della formazione dell'Università dell'Estremadura dal 1987 al 2003.

### Ministero episcopale
Il 3 luglio 2003 papa Giovanni Paolo II lo ha nominato vescovo di Plasencia. Ha ricevuto l'ordinazione episcopale il 31 agosto successivo dall'arcivescovo Manuel Monteiro de Castro, nunzio apostolico in Spagna e Andorra, co-consacranti l'arcivescovo metropolita di Mérida-Badajoz Antonio Montero Moreno e il vescovo di Salamanca Carlos López Hernández. Durante la stessa celebrazione ha preso possesso della diocesi.
Nel marzo del 2014 ha compiuto la visita ad limina.
Il 9 aprile 2016 papa Francesco lo ha nominato vescovo di Jaén. Ha preso possesso della diocesi il 28 maggio successivo con una cerimonia nella cattedrale di Jaén.
In seno alla Conferenza episcopale spagnola è presidente della commissione per l'evangelizzazione, la catechesi e il catecumenato dal 3 marzo 2020. In precedenza è stato membro della sottocommissione per la catechesi dal 2003 al 2014; membro della commissione per le missioni e la cooperazione tra le Chiese dal 2005 al 2011 e vicepresidente della commissione per l'insegnamento e la catechesi e presidente della sottocommissione per la catechesi dal 2014 al 2020.
Il 25 ottobre 2021 papa Francesco ha accettato la sua rinuncia al governo pastorale della diocesi di Jaén, presentata per raggiunti limiti di età; gli è succeduto Sebastián Chico Martínez, fino ad allora vescovo ausiliare di Cartagena. È rimasto amministratore apostolico della diocesi fino all'ingresso del successore, avvenuto il 27 novembre seguente.
È cittadino onorario di Plasencia.

## Genealogia episcopale
La genealogia episcopale è:
- Cardinale Scipione Rebiba
- Cardinale Giulio Antonio Santori
- Cardinale Girolamo Bernerio, O.P.
- Arcivescovo Galeazzo Sanvitale
- Cardinale Ludovico Ludovisi
- Cardinale Luigi Caetani
- Cardinale Ulderico Carpegna
- Cardinale Paluzzo Paluzzi Altieri degli Albertoni
- Papa Benedetto XIII
- Papa Benedetto XIV
- Papa Clemente XIII
- Cardinale Marcantonio Colonna
- Cardinale Giacinto Sigismondo Gerdil, B.
- Cardinale Giulio Maria della Somaglia
- Cardinale Carlo Odescalchi, S.I.
- Cardinale Costantino Patrizi Naro
- Cardinale Lucido Maria Parocchi
- Papa Pio X
- Papa Benedetto XV
- Papa Pio XII
- Cardinale Eugène Tisserant
- Papa Paolo VI
- Cardinale Agostino Casaroli
- Cardinale Manuel Monteiro de Castro
- Vescovo Amadeo Rodríguez Magro